# Spare- og Lånekassen for Flensborg og Omegn
Spare- og Lånekassen for Flensborg og Omegn var en sparekasse i Flensborg, som blev stiftet i 1875.
Ideen om at stifte en dansk sparekasse for Flensborg og omegnen kom (bl.a.) fra den dansk-sydslesvigske redaktør og politiker Gustav Johannsen, som i de første år også fungerte som sparekassens første formand. Stiftelsesmøde fandt stedt den 27. marts 1875. Sparekassen åbnede den 9. oktober 1875 og fik kontor på Storegade 542 (det nuværende Nørregade 11-13). Med året 1900 trådte en ny borgerlig lovbog i kraft og dermed fulgte også nye retningslinjer for sparekasserne, således at de skulle underkastes stærkere offentligt tilsyn og kontrol. For at sikre kassens beståen som uafhængig selskab omdannedes Spare- og Lånekassen for Flensborg og Omegn derfor i lighed med en række andre danske sparekasser i Sønderjylland til et selskab med begrænset ansvar (GmbH) pr. 1. januar 1900. Selskabets stamkapital udgjorde herefter 33.000 rigsmark.
Med den nye grænsedragning i 1920 blev en del af sparekassens forretningsområde i nord afskåret, En filial i Frøslev blev derfor i 1922 overført til Padborg Sparekasse. I 1923 kunne kontorlokalerne i Nørregade 11-13 udvides ved hjælp af arkitekten Andreas Dall. Samme år blev sparekassen omdøbt til Spare- og Lånekassen GmbH, Flensborg og der blev overtaget en vekselstue på Flensborg Avis bladcentral på Nørretorvet.
Efter at Flensburger Volksbank, som også tilregnedes den danske befolkningsdel i byen, kom i betalingsvanskeligkeder, blev der i 1925 besluttet at omdanne sparekassen i et aktieselskab. I 1927 indgik sparekassen derfor i et nyetableret bankaktieselskab ved navn Union-Bank. Aktionærskredsen bestod dengang især af dansksindede forretningsdrivende i Flensborg samt landmænd fra omegnen. Sparekassen blev formelt likvideret på generalforsammlingen den 11. juni 1929. Alle bøger og skrifter overdrages den nye Union-Bank til opbevaring.